# Lycosa praegrandis
Lycosa praegrandis is een spinnensoort in de taxonomische indeling van de wolfspinnen (Lycosidae).
Het dier behoort tot het geslacht Lycosa. De wetenschappelijke naam van de soort werd voor het eerst geldig gepubliceerd in 1836 door Carl Ludwig Koch.